# Pseudacoridium
Pseudacoridium é um género botânico pertencente à família das orquídeas (Orchidaceae).